# Orval (Manica)
Orval è un comune francese di 894 abitanti situato nel dipartimento della Manica nella regione della Normandia.
Vi si trova una chiesa dell'XI secolo, che dipendeva dall'abbazia di Lessay, con una cripta romanica e una torre-lanterna, rara in questo periodo. Il coro si deve ad una aggiunta del XV secolo.
Diede i natali al vescovo Audomaro di Thérouanne.

## Società

### Evoluzione demografica
Abitanti censiti